# Triton (Physik)
Als Triton (von altgriechisch τρίτον, tríton = „das Dritte“) wird der Atomkern, also das Kation, des „überschweren“ Wasserstoff-Isotops Tritium 3H bezeichnet. Sein Symbol ist t oder auch 3H+. Ein Triton besteht aus zwei Neutronen und einem Proton.
Das Triton ist instabil und zerfällt mit einer Halbwertszeit von 12,32 Jahren durch Betazerfall in einen Helium-3-Kern (Helion).
Tritonen spielen eine Rolle bei Kernfusionsreaktionen in zukünftigen Fusionsreaktoren.
Die Atomkerne der beiden anderen Wasserstoff-Isotope 1H (Protium) und 2H (Deuterium) kennt man unter den Namen Proton und Deuteron. Die Sammelbezeichnung für die Kationen des Wasserstoffs ungeachtet ihrer Kernmasse ist Hydron.